# Euphorbia gaditana
Euphorbia gaditana es una especie de fanerógama perteneciente a la familia Euphorbiaceae.

## Descripción
Es una planta anual, laxamente velutinas. Tallos de 25-35 cm, erectos, simples. Hojas de hasta 45 x 18 mm; las inferiores pecioladas; las superiores sentadas, obovadas u oblanceoladas, obtusas, fina e irregularmente serruladas. La inflorescencia con 5 radios, 4-5 radios secundarios divididos hasta 3 veces y 4-7 radios axilares insertos casi desde la base. Brácteas de 25-40 x 12- 16 mm, obovado-oblongas u oblongo-elípticas. Bracteolas de las umbelas secundarias de 12-22 x 8-12 mm, obovadas; el resto de las bracteolas anchamente ovadas u ovado-rómbicas. Glándulas trasovadas, amarillas. Cápsulas de 1,5-2 x 2,5-3 mm, surcadas, tuberculadas. Semillas de 1,5-1,7 x 1,4 mm, lisas, pardas. Carúncula muy pequeña. Florece y fructifica de marzo a mayo.

## Distribución y hábitat
Se encuentra en los márgenes de cultivos y lugares más o menos ruderalizados, en general sobre suelos arcillosos; a una altitud de 0-200 metros en la península ibérica (Andalucía occidental) y Norte de África (Argelia y Túnez).

## Taxonomía
Euphorbia gaditana fue descrita por Ernest Saint-Charles Cosson y publicado en Notes sur Quelques Plantes Critiques, Rares, ou Nouvelles, ... 46. 1849.
Etimología
Euphorbia: nombre genérico que deriva del médico griego del rey Juba II de Mauritania (52 a 50 a. C. - 23), Euphorbus, en su honor – o en alusión a su gran vientre –  ya que usaba médicamente Euphorbia resinifera. En 1753 Carlos Linneo asignó el nombre a todo el género.
gaditana: epíteto geográfico que alude a su localización en Gades.
Sinonimia
- Euphorbia reboudiana Coss. ex Batt. & Trab.
- Euphorbia reboudiana Coss.
- Tithymalus reboudianus (Coss. ex Batt. & Trab.) Soják	[4][5]